# Conferència Est WNBA
La Conferència Est a la WNBA està composta per sis equips.
Els quatre millors equips de la conferència es classifiquen per disputar els playoffs.
- Atlanta Dream
- Chicago Sky
- Connecticut Sun
- Indiana Fever
- New York Liberty
- Washington Mystics

## Campiones de la Conferència Est
Campiones WNBA en negreta
- 1997: New York Liberty
- 1998: Phoenix Mercury
- 1999: New York Liberty
- 2000: New York Liberty
- 2001: Charlotte Sting
- 2002: New York Liberty
- 2003: Detroit Shock
- 2004: Connecticut Sun
- 2005: Connecticut Sun
- 2006: Detroit Shock
- 2007: Detroit Shock
- 2008: Detroit Shock
- 2009: Indiana Fever
- 2010: Atlanta Dream
- 2011: Atlanta Dream
- 2012: Indiana Fever
- 2013: Atlanta Dream
- 2014: Chicago Sky
- 2015: Indiana Fever
- 2016: Minnesota Lynx

## Títols
- 4: New York Liberty
- 4: Detroit Shock
- 3: Atlanta Dream
- 3: Indiana Fever
- 2: Connecticut Sun
- 1: Phoenix Mercury
- 1: Charlotte Sting
- 1: Minnesota Lynx
- 1: Chicago Sky